# Освальдо Колуччіно
Освальдо Колуччіно (нар. 22 квітня 1963, Домодоссола) — італійський композитор та поет.

## Біографія
Освальдо Колуччіно народився 22 квітня 1963 року в італійському місті Домодоссола. Музичну освіту почав із навчання грі на класичній гітарі та згодом продовжив заняттями з композиції, паралельно навчаючись у Міланському університеті. Створювати музику він розпочав з 1979 року, також поєднуючи із створенням поезії, особливо інтенсивною його активнісь як поета була в період з 1986 по 2003 роки. З того часу і по сьогодні публікуються чотири з восьми його книг, а також його поезії публікують престижні літературні журнали, такі як Il Verri, Poesia та Anterem. Про його поезію пишуть відомі італійські майстри літературної критики XX-ХХІ ст., як Стефано Аґості, Джуліано Ґрамінья, Джорджіо Луцці та Джільберто Ізелла.
Музичні твори Освальдо Колуччіно замовляють такі всесвітньовідомі фестивальні організації, як Венеційська Бієнале, та італійські музичні інституції, як Milano Musica, Національний симфонічний оркестр RAI, театр Ла Феніче, Orchestra della Toscana, фестиваль AngelicA разом з Teatro Comunale di Bologna, Compagnia per la Musica in Roma, Orchestra i Pomeriggi Musicali, Мілан та іншими, й виконуються на таких фестивалях класичної та сучасної музики, як Венеційська Бієнале (Teatro alle Tese та Арсенал), Festival de Royaumont (абатство Ройомон), Milano Musica (зал Пуччіні, Міланська консерваторія), RAI Nuova Musica (Auditorium RAI Toscanini, Турин), Estate Fenice — Lo Spirito della Musica di Venezia (Teatro La Fenice, Венеція), Play It (Teatro Verdi, Флоренція), Festival di Nuova Consonanza (Goete Institut, Рим), Gli Amici di Musica/Realta (Palazzina Liberty, Мілан), Tempo Reale (Вілла Строцці, Флоренція), Festival della Musica Contemporanea Italiana (Форлі), Festival Cervantino (Університет Ґуанахуато, Мексика), Консерваторія міста Малага, European Music Fest, Radio Slovenia (Любляна), та в багатьох інших концертах у Європі, США, Азії, Мексиці та інших відомих театрах та спеціальних майданчиках, серед яких Teatro Lirico Sperimentale di Spoleto, Єгипетський музей Турину, Museo del Novecento в Мілані, Rivoli Castle — Contemporary Art Museum, Manifesta — The European Biennal of Contemporary Art.
Його музика виконується відомими солістами, дириґентами, оркестрами та ансамблями, такими як Національний симфонічний оркестр RAI (дириґент Фабіо Маестрі), Tuscani Orchestra (дириґент Марко Анджіус), Orchestra del Teatro Comunale di Bologna (дириґент Тоніно Батіста), Cantelli Orchestra (дириґент Паоло Белоллі), Ансамбль Recherche, вокальний ансамбль Exaudi (дириґент Джеймс Уікс), Nieuw Eensemble (під керівництвом Еда Спаньярда), Ex Novo Ensemble, Algoritmo (дириґент Марко Анджіус), Icarus (дириґент Марко Педрацціні), Monesis (дириґент Флавіо Еміліо Спонья), Geometrie Variabili (на чолі із Франческо Помаріко), MDI, Dedalo, Tema, Conductus, Quartetto d'Archi театру Ла Феніче, Quintetto Avant-Garde, солістами: Аннамарією Моріні, Фабріціо Оттавіуччі, Альфонсо Альберті, Чіро Лонґобарді.
Монографічні диски Освальдо Колуччіно видаються на найпрестижніших лейблах сучасної академічної музики: Kairos, Neos, Another Timbre, VDM.
Серед авторитетних музикознавців, істориків музики та музичних критиків, які пишуть про музику Освальдо Колуччіно — Анджела Іда де Бенедіктіс, Анджело Фолетто, Маріо Ґамба, Маріо Мессініс, Луїджі Песталоцца, Паоло Петацці. Франческо Бернарделлі, Енцо Рестаньйо та Паоло Репетто здійснювали монографічні публікації, присвячені творчості композитора. У журналі «Takte» окрема сторінка присвячена Освальдо Колуччіно.

## Дискографія
- Quale velo (2001), in AA.VV. Crossroads, Monesis Ensemble, дириґент Флавіо Еміліо Сконья, VDM, Рим, 2008
- Voce d'orlo (2004—2007), Algoritmo Ensemble, дириґент Марко Анджіус, RAI Trade, Rome-Milan? 2009
- Neuma q (2006), електроакустична музика, Die Schachtel, Milan, 2010
- Gemina (2002—2008), камерна музика, різні виконавці, Due Punte, 2010
- String Quarterts (2002—2008), струнний квартет театру ла Феніче, Neos, Munich, 2012
- Atto (2011) музика для акустичних об'єктів, Another Timbre, Shefeeield, 2012
- Stanze (2004—2011) виконує Альфонсо Альберті (фортепіано), Col legno, Vienna, 2012
- Oltreorme (2012), музика для акустичних об'єктів, Another Timbre, Sheffeld, 2012
- Parallelo (2007—2009), електроакустична музика, Unfathomless, Bruxelles, 2015
- Dimensioni (1997—2007), електроакустична музика, Die Schachtel, Milan, 2015
- Emblema (2009—2015), камерна музика, Ex Novo Ensemble, Kairos, Vienna, 2018

## Основні твори

### Камерна музика
- Quale velo (2000—2001) для ансамблю. Видано RAI Trade editions
- Aion (2002) для струнного квартету. Видано RAI Trade editions
- Diade (2002—2011) 11 дуетів
- Stanze (2004—2011) 12 п'єс для фортепіано
- Without witness (2004) для кларнету, віолончелі та фортепіано. Видано RAI Trade editions
- Voce d'orlo (2006) для флейти, кларнету, скрипки та віолончелі. Видано RAI Trade editions. Замовлено Milano Musica
- Attimo (2007) для струнного квартету
- Lasciato (2007) для скрипки, віолончелі та фортепіано. Видано RAI Trade editions.
- Emblema (2009—2015) 6 камерних п'єс

### Вокальна музика
- Nel distacco (2003) для 8 голосів, на вірші Освальдо Колуччіно.
- Senza smuovere la brezza (2005) для 8 голосів (також існує версія для 14 голосів), на вірші Освальдо Колуччіно.
- Il primo luogo (2006) для 4 жіночих голосів, на вірші Освальдо Колуччіно.
- Afea (2006) для сопрано, кларнету та перкусії, на вірші Освальдо Колуччіно.
- Scomparsa (2007) для 6 голосів, на театральний текст Освальдо Колуччіно.
- Eliaco (2013) для 5 голосів, на вірші Освальдо Колуччіно.

### Оркестрова музика та твори для великого ансамблю
- Archeo (2003—2004), для оркестру. Прем'єра RAI National Symphony Orchestra at Auditorium RAI, Турин.
- Onda, spora — Atopica (2003), для 9 інструментів. RAI Trade editions, на замовлення RAI National Symphony Orchestra.
- Out of the oasis (2005), для 10 струнних. RAI Trade editions.
- Gamete stele (2007), для 9 інструментів. RAI Trade editions. На замовлення Венеційського Бієнале та Compagnia per la Musica in Roma.
- Emblema 2 (2009—2012), для 12 інструментів. Замовлено Оркестром Тоскани, Флоренція.
- Fissità, aria (2013), для 13 інструментів. На замовлення Gli Amici di Musica/Realtà, Мілан.
- Destato nel respiro (2018), для 14 інструментів. На замовлення Festival Angelica (with Orchestra del Teatro Comunale di Bologna), Болонья.

### Електроакустична музика та для акустичних об'єктів
- Dimensioni (1997—2007)
- Absum (1999)
- Neuma q (2006)
- Parallelo (2007—2009)
- Atto (2011), for acoustic objects[3]
- Oltreorme (2012), for acoustic objects

## Поезія
- Strumenti d'uso comune (introduction by Stefano Agosti, Campanotto, Udine 1994, now in Prematuri umori)
- Quelle volte spontanee (critical note by Giuliano Gramigna, Anterem, Verona 1996)
- Appuntamento (afterword by Giorgio Luzzi, Anterem, Verona, 2001)
- Appuntamento (art book with works by Marco Gastini, preface by Stefano Agosti, Coup d'Idée, Turin 2010)[4]
- Gamete (afterword by Gilberto Isella, cover by Giulio Paolini, Coup d'Idée, Turin 2014)